# Віллафраті
Віллафраті (італ. Villafrati, сиц. Villafrati) — муніципалітет в Італії, у регіоні Сицилія,  метрополійне місто Палермо.
Віллафраті розташоване на відстані близько 460 км на південь від Рима, 27 км на південний схід від Палермо.
Населення — 3356 осіб (2014).
Покровитель — San Giuseppe .

## Демографія
Населення за роками:

Станом на 1 січня 2023 року в муніципалітеті офіційно проживало 56 іноземців з 13 країн, серед них 11 громадян країн Євросоюзу.

## Сусідні муніципалітети
- Баучина
- Болоньєтта
- Чефала-Діана
- Чимінна
- Маринео
- Меццоюзо